# 산가와정 (에히메현)
산가와정(寒川町)은 에히메현 우마군에 설치된 촌이다. 